# Unterbarmer Hauptkirche

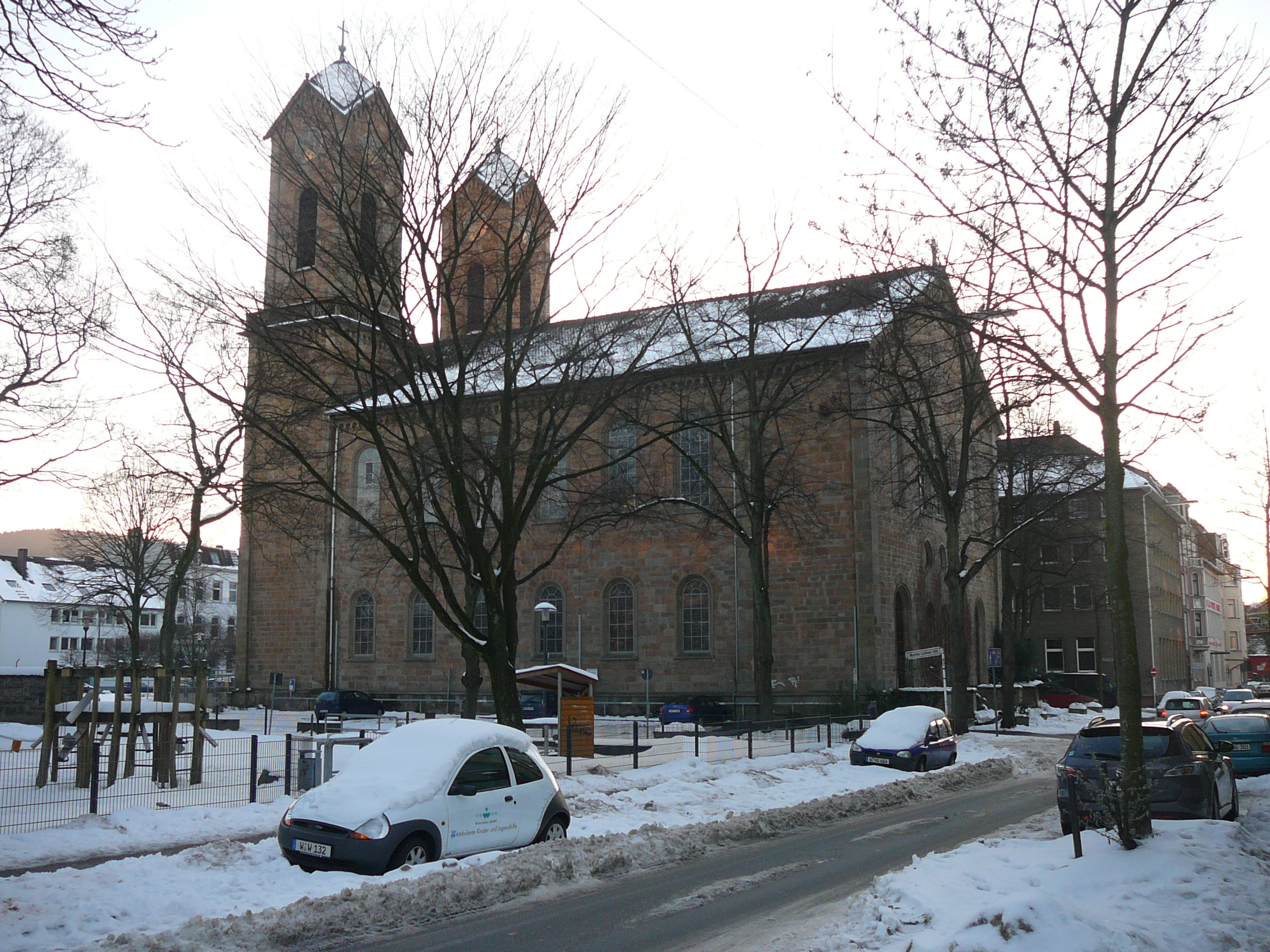
Unterbarmer Hauptkirche im Winter

Die Unterbarmer Hauptkirche ist eine evangelische Kirche in Wuppertal-Barmen. Die Unterbarmer Kirche ist aus zwei Gründen ein Baudenkmal von besonderer Bedeutung: Einerseits ist sie das erste ausgeführte Kirchenbauwerk des Architekten Heinrich Hübsch, andererseits zählt sie zu den frühesten bekannten Bauten der neuromanischen Architektur überhaupt.

## Geschichte

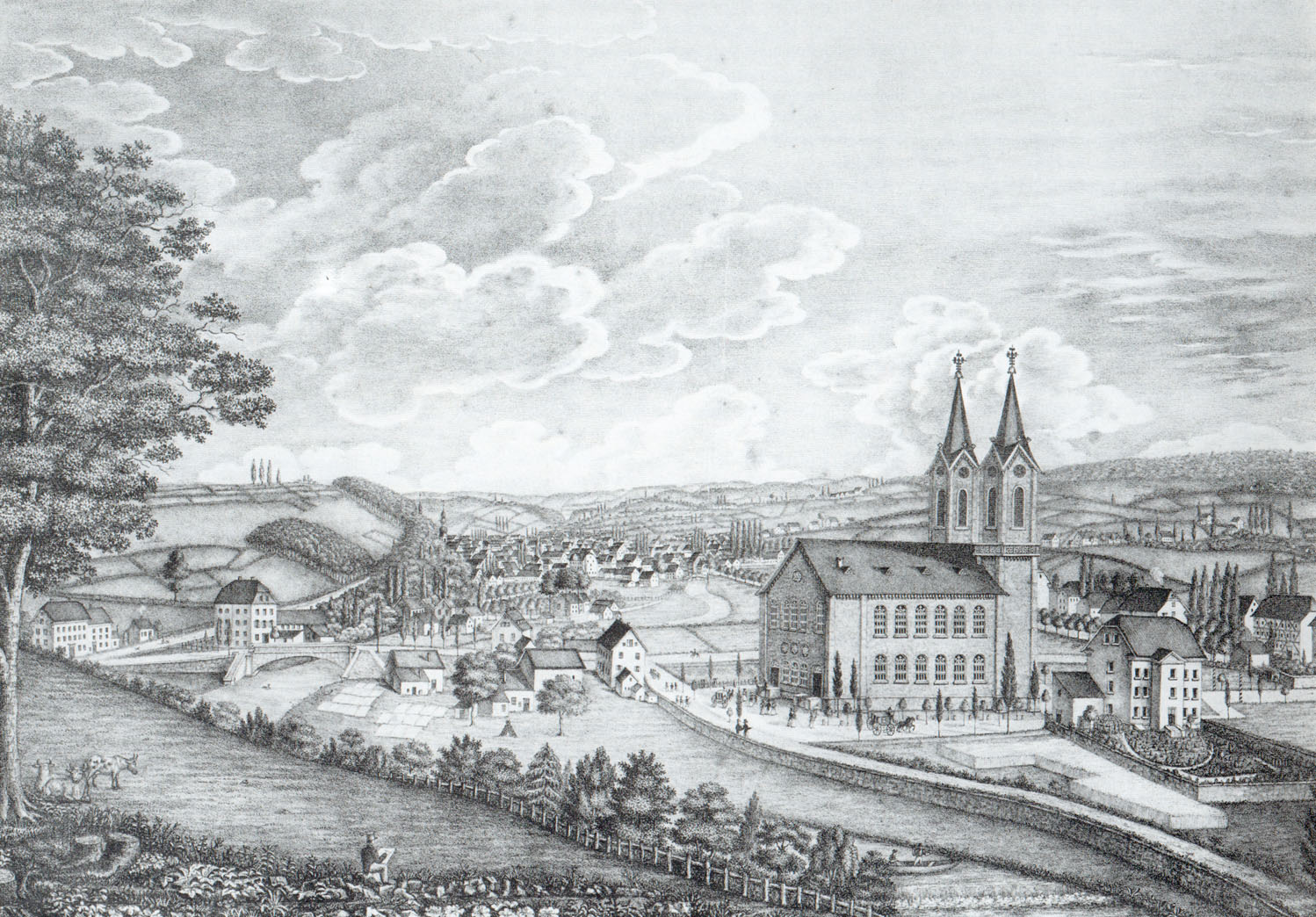
Unterbarmer Hauptkirche um 1836 von Peter Wilhelm Kreeft, im Hintergrund Barmen

Das Kirchengebäude wurde 1828–1832 anstelle eines provisorischen Vorgängerbaus errichtet. Eine wichtige Rolle spielte dabei der Fabrikant Friedrich Engels. Der badische Architekt Heinrich Hübsch hatte bereits 1825 den Auftrag für die Barmer Kirche erhalten, für die er 1826/1827 die Pläne lieferte. Die Bauausführung vor Ort übernahm der Architekt Christian Heyden. Hübsch selbst sah die vollendete Kirche erst lange nach ihrer Fertigstellung.

### Baustil
Hübsch lehnte den damals noch vorherrschenden Klassizismus als einen für Mitteleuropa unzweckmäßigen Baustil ab und propagierte stattdessen in seiner 1828 erschienenen Schrift In welchem Style sollen wir bauen? den Rundbogenstil als geeigneten Baustil für seine Zeit. Hübsch wählte ein Stilmischung, die sich an der mittelalterlichen Baukunst der Romanik sowie auch an Formen frühchristlicher Basiliken orientiert. Dieser Stil wurde damals als „byzantinischer Stil“ oder auch als „Rundbogenstil“ bezeichnet. Der Begriff der Neuromanik bzw. Neoromanik kam erst später auf.

### Baubeschreibung
Auf die flächig wirkende und blockhaft geschlossene Fassade sind seitlich zwei Türme mit eckigem Grundriss aufgesetzt. Zwischen den Turmsockeln ist eine kleine Vorhalle mit drei rundbogigen Arkaden geöffnet. Als Fensterform und bei den Schalllöchern der Türme verwendete Hübsch durchgehend maßwerklose Rundbogenfenster, über denen in der Süd- und Nordfassade sowie in den Turmgeschossen kreisrunde Okuli eingelassen sind. Die Wandfelder der Außenwände und Türme sind mit Lisenen gegliedert und werden nach oben durch romanisierende Rundbogenfriese abgeschlossen. Die Türme erhielten hohe und spitze Turmhelme, da nach Meinung von Hübsch flachen Dächern – die für romanische Kirchen eigentlich typisch sind – der kirchliche Charakter fehle.
Nach der Zerstörung im Zweiten Weltkrieg wurde die Kirche im Inneren vereinfacht und völlig verändert wiederaufgebaut. Der Außenbau ist weitgehend wiederhergestellt, der Ersatz der hohen Turmhelme durch flache Rautenhelme verändert jedoch die Proportionen der ursprünglichen Fassade deutlich.

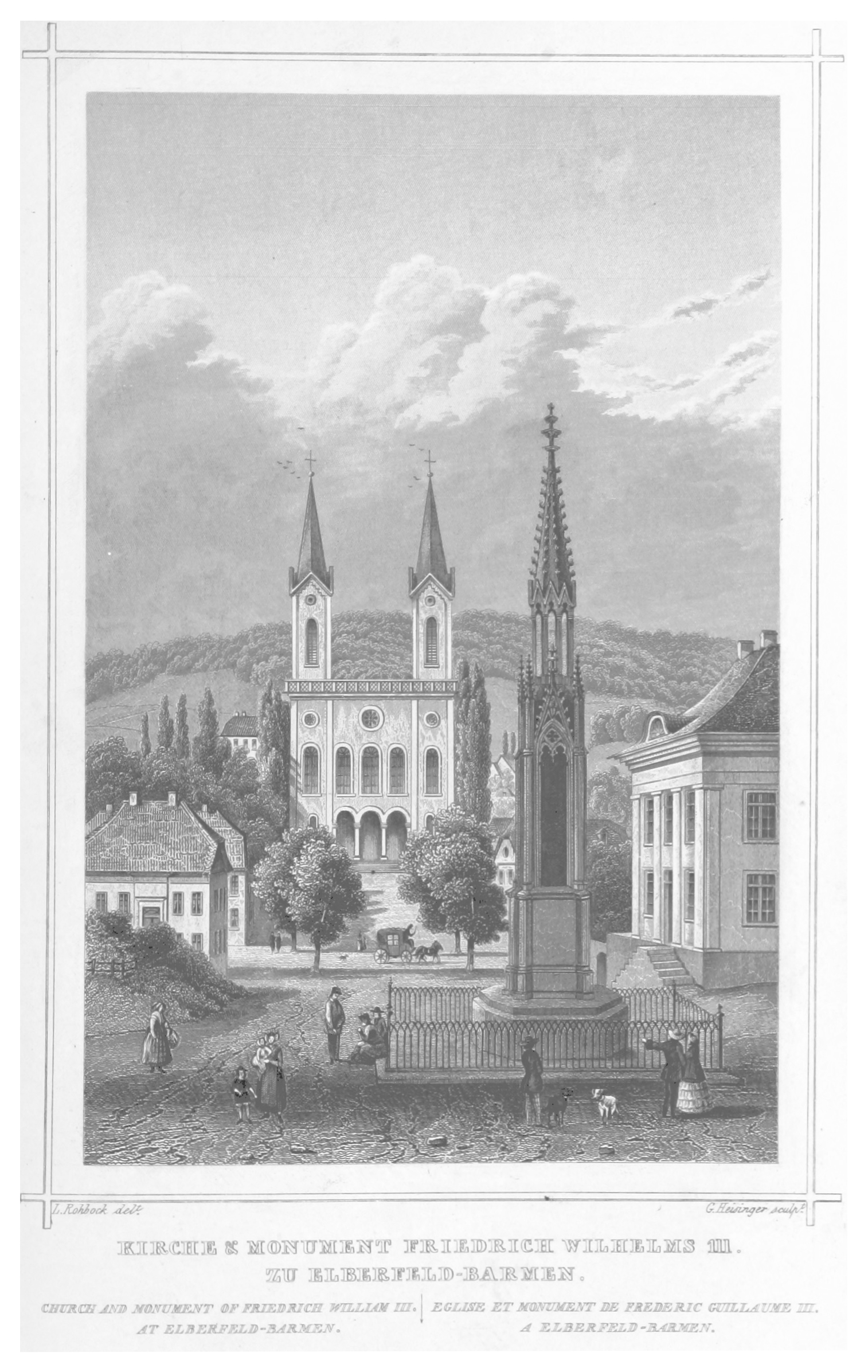
Ansicht der Südfassade mit den ursprünglichen Turmspitzen kurz nach 1842
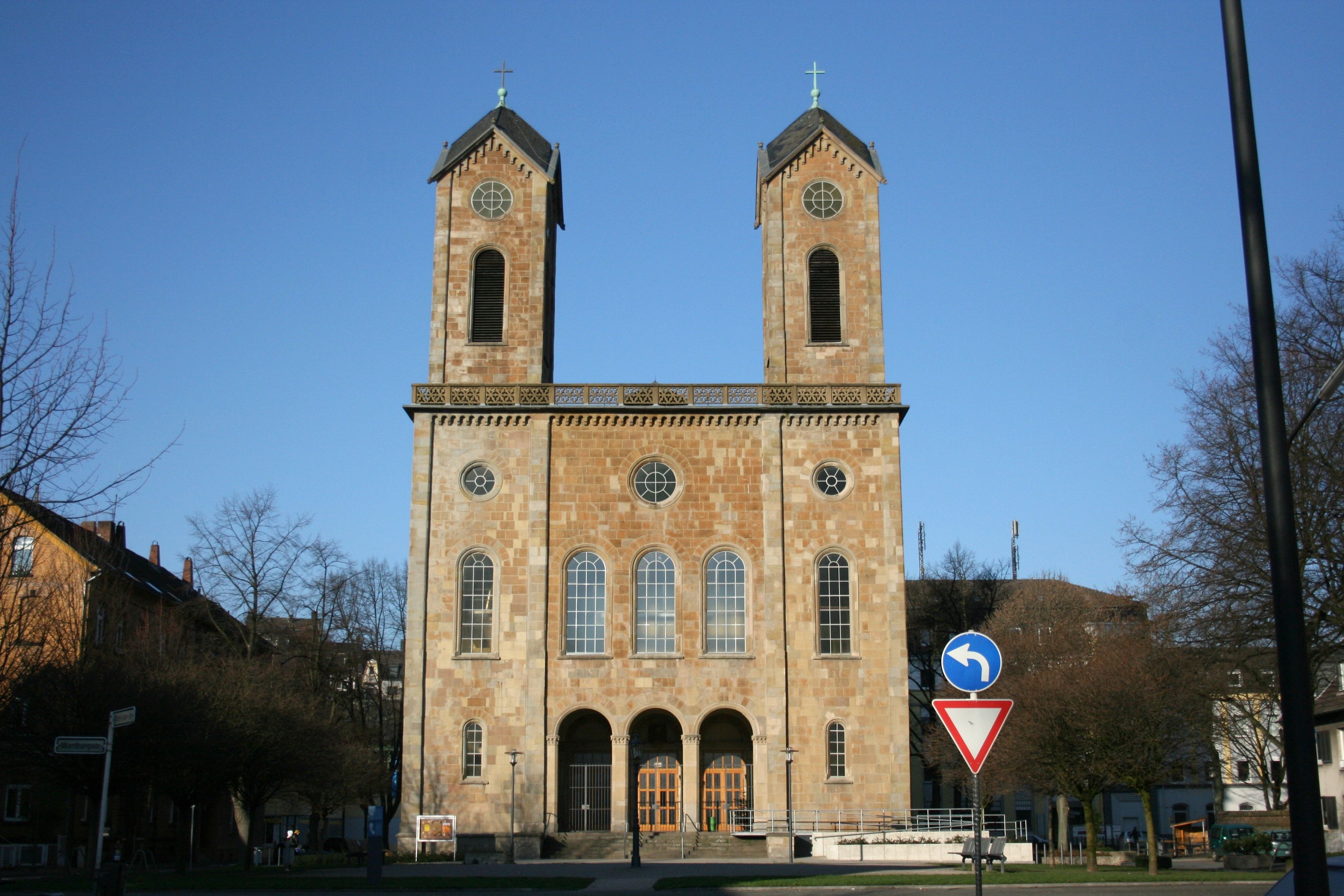
Ansicht der Südfassade, heutiger Zustand mit flachen Rautenhelmen nach dem Wiederaufbau

### Städtebauliche Situation
Der Bau ist Süd-Nord orientiert: der Eingang liegt im Süden und der Chor im Norden. Dies hat städtebauliche Gründe, führt doch die heutige Martin-Luther-Straße, die im rechten Winkel von der damals angelegten Chaussee von Elberfeld nach Barmen abzweigt, auf die Mitte der Kirche zu. Damit war zwar versteckt, aber dann sehr wirkungsvoll platziert, ein neuer Siedlungsschwerpunkt definiert. Städtebaulich spielt die Unterbarmer Hauptkirche eine wichtige Rolle in der Entwicklung des Stadtteils. Sie bildet zusätzlich zur linearen Chaussee, der heutigen Friedrich-Engels-Allee, die rasch bebaut wurde, einen zweiten Mittelpunkt. Architektonisch ist der Vergleich mit der fast gleichzeitig erbauten katholischen St.-Laurentius-Kirche in Elberfeld überaus spannend. Beide ähneln sich in ihrer Grundkonzeption, bilden sie doch mit ihren Vorplätzen Zentren neuer Stadtteile. Beide weisen zudem eine Doppelturmfassade auf. St. Laurentius zeigt sich jedoch noch in der Tradition des Klassizismus, der langsam vergeht; die Unterbarmer Kirche weist schon auf die Architektur der weiteren Jahrzehnte voraus: Der Eklektizismus in der zweiten Hälfte des 19. Jahrhunderts mischte die Elemente der Baustile vorheriger Epochen frei.